# موراگولیایا
موراگولیایا (به لاتین: Moragolleyaya) یک منطقهٔ مسکونی در سری‌لانکا است که در استان مرکزی (سری‌لانکا) واقع شده‌است.